# Musa Erniyazov
Musa Tajetdinovich Erniyazov (20 de diciembre de 1947 - 31 de julio de 2020) fue una figura política y estatal soviética y uzbeka. Fue Presidente del Parlamento de Karakalpakstan, así como miembro y Vicepresidente del Senado de Uzbekistán.

## Vida
En 1971, se graduó en el Instituto de Ingenieros de Riego y Mecanización Agrícola de Taskent. Después de graduarse, trabajó como ingeniero de 1971 a 1975, y luego como jefe del sistema automatizado de la 25ª columna móvil. En 1986, se graduó de la Escuela Superior del Partido de Taskent. De 1983 a 1989, se desempeñó como Ministro de Vivienda y Servicios Comunales de la República Socialista Soviética Autónoma de Karakalpakstán. De 1989 a 1990, fue representante permanente del Consejo de Ministros de Karakalpakstán ante el Consejo de Ministros de la URSS. En 1998, se convirtió en presidente del Consejo de Ministros y de 2000 a 2001, fue el Jefe del Distrito de Chimbay.
En mayo de 2002 fue elegido para la Oliy Majlis. Fue reelegido tres veces en 2005, 2010 y 2015.

## Salud y muerte
El 24 de junio de 2020, Yerniyazov confirmó su infección por COVID-19, mientras se encontraba en la sucursal de Nukus del Centro Médico Científico y Práctico Especializado Republicano. Se le diagnosticó un caso muy grave de infección por COVID-19, neumonía bilateral. También padecía enfermedades secundarias como diabetes, hipertensión y hipertensión arterial. El 18 de julio de 2020, el servicio de prensa del Ministerio de Salud informó que Yerniyazov estaba infectado con el virus, pero su salud era estable y estaba siendo tratado en Nukus. Más tarde se supo que su salud empeoró. Falleció el 31 de julio de 2020 debido a complicaciones causadas por la infección por coronavirus. Yerniyazov fue sucedido como Presidente por Atabek Davletov, y más tarde por Murat Kamalov.

## Premios
- Orden de la Gloria Laboral
- Orden "Por el Servicio Desinteresado"
- Constructor Distinguido de Uzbekistán
- Héroe de Uzbekistán